# Ferdinand Lang (Politiker, 1888)
Ferdinand Lang (* 3. Januar 1888 in Nikonkowice, Kreis Lemberg; † 1959) war ein deutscher Lehrer und Politiker (DV).

## Leben
Der Galiziendeutsche Lang besuchte das Gymnasium in Stryj, wo er 1907 das Abitur ablegte. Anschließend studierte er in Wien und Marburg (Lahn), unterbrochen durch das militärische Dienstjahr. Nach  Lehrerstellen in Gassendorf (Kreis Drohobyzc) und Brigidau (Kreis Stryj) musste er in der österreichischen Armee in den Ersten Weltkrieg ziehen, wo er an verschiedenen Fronten kämpfte und mehrmals verwundet und ausgezeichnet wurde. In der ukrainisch-galizischen Armee kämpfte er von 1918 bis 1920. Nach Auflösung der ukrainischen Armee ging Lang ins Ausland. Ab September 1923 war er wieder Lehrer an Gymnasien in Hohensalza und später in Bromberg. Dort trug er mit Vorträgen über die polnische Literatur im Kreislehrerverband zu einer Annäherung der Lehrer- und Schülerschaft an polnische Unterrichtsinhalte nach 1920 bei. 
1928 wurde Ferdinand für den Wahlkreis Lemberg-Land in den polnischen Sejm gewählt.